# Доганово
Доганово (болг. Доганово) — село в Болгарии. Находится в Софийской области, входит в общину Елин-Пелин. Население составляет 923 человека (2022).

## Политическая ситуация
В местном кметстве Доганово, в состав которого входит Доганово, должность кмета (старосты) исполняет Димитр Кирилов Спасов (Болгарская социалистическая партия (БСП)) по результатам выборов.
Кмет (мэр) общины Елин-Пелин — Галя Симеонова Георгиева (Граждане за европейское развитие Болгарии (ГЕРБ)) по результатам выборов.